# علي بن محمد العجري
السيد العلامة علي بن محمد بن يحيى العجري (1320هـ - 1407هـ) هو كاتب يمني.

## حياته ونشأته
ولد بهجرة فلله بمحافظة صعده اليمنية عام 1320هـ. نشأ وترعرع في ظل أسرة علوية كريمة تحب العلم، وتشغف مكارم الأخلاق، توفي والده رحمه الله وعمره لم يتجاوز الثامنة.

## مؤلفاته
- كتاب الفتاوى (المقاصد الصالحة في الفتاوى الواضحة).[2][3][4]
- السلسلة الذهبية في الآداب الدينية.[5]
- اختياراته في المعاملة (تراجم علماء آل المؤيد).
- الأنظار السديدة في الفوائد المفيدة.[6]
- بلوغ الأمل فيما ينجي من الخطأ والزلل.
- الجامع المفيد المنتزع من شرح القاضي زيد.
- الصحيح المختار من علوم العترة الاطهار.[7]
- السفينة في الأدعية أغلبها منقول من الوسائل العظمى.
- المنهل الصافي المنتزع من الجامع الكافي (فقه).
- مجموع منتزع من عدة كتب.
- مفتاح السعادة في تفسير القرآن الكريم.
- مجموع في ذكر محدثي الشيعة غالبه من طبقات الزيدية.
- النصيحة لأولاد السبطين (نبلاء صعدة بعد الألف).
- مفتاح السعادة الجامع للملهم من مسائل الاعتقاد والمعاملات والعبادة تفسير في خمسة مجلدات ، طبع .
- مختصر في ذكر رجال الزيدية .
- منهل السعادة في ذكر شيء مما كان عليه صفوة السادة في الزهد والورع والعبادة.
- رضا الرحمن في الذكر والدعاء وتلاوة القرآن .
- السعي المشكور المنتزع في الدرر المنظور .

## وفاته
توفى سلام الله عليه في اليوم الثاني من شهر رجب 1407هـ.